# Parmigiana di melanzane
La parmigiana di melanzane (anche melanzane alla parmigiana o semplicemente parmigiana) è un piatto a base di melanzane fritte e gratinate in forno con passata di pomodoro, basilico, aglio e formaggio.
È stata ufficialmente riconosciuta e inserita nella lista dei prodotti agroalimentari tradizionali italiani dal Ministero delle politiche agricole alimentari e forestali, che l'ha catalogata come prodotto tipico
calabrese, campano, pugliese e siciliano.

## Etimologia
I termini parmigiana o alla parmigiana riferiti a una preparazione culinaria sono stati attestati in italiano nel XX secolo; locuzioni come torta parmigiana (a Perugia) si trovano fin dal XIV secolo.

I più la identificano con una preparazione a base di parmigiano (principalmente) con affettati e disposti a formare strati alternati con altri ingredienti.
(Il Devoto-Oli)
 La comparsa del termine si fa anche risalire a prima del 1440 e viene ricondotta a Simone de' Prodenzani, che, però, nella sequenza delle portate colloca le parmigiane tra la frutta e i dolci, ed è quindi improbabile che, al principio, il termine fosse riferito alla pietanza di melanzane fritte e cotte al forno.
Secondo Capatti e Montanari, il termine parmigiana deriverebbe dal latino parma, "scudo" a indicare una particolare famiglia di preparazioni diverse diffuse nel Medioevo, simili a tortini salati farciti (per lo più di pesci fritti) a forma di scudo; quest'ipotesi è con ogni evidenza paretimologica.

## Storia
La storia della ricetta non è chiara e dunque risulta impossibile risalire con certezza alla sua origine geografica. La melanzana è una pianta appartenente alla famiglia delle Solanacee, originaria del subcontinente indiano o della Cina meridionale; venne introdotta in Europa probabilmente nel corso del basso medioevo dagli Arabi, prima in Spagna e poi in Sicilia, per poi diffondersi nel Sud Italia. Pertanto, l'invenzione del piatto viene circoscritta tra la Puglia, la Campania, la Calabria e la Sicilia, territori in cui si diffuse inizialmente.

## Attribuzione

### Attribuzione napoletana
Jeanne Carola Francesconi, scrittrice e conoscitrice della cucina napoletana, sostiene che le origini della ricetta risalgono ad oltre due secoli or sono ed individua i primi tentativi di illustrare quella che conosciamo attualmente come parmigiana di melanzane nelle opere di Vincenzo Corrado e Ippolito Cavalcanti.
Troviamo la prima ricetta riconducibile in certa misura alla parmigiana odierna nel trattato Il Cuoco Galante di Vincenzo Corrado, autore di origine pugliese che tra il XVIII e il XIX secolo prestò servizio nelle più prestigiose casate napoletane. È possibile che inizialmente la preparazione si facesse tipicamente con le zucchine. Nell'unica ricetta dedicata alle melanzane (petronciani) l'autore suggerisce la possibilità di prepararle alla maniera di zucche, pastinache e pomodori.
La prima ricetta delle melanzane alla parmigiana a noi familiare è del 1837, quando Ippolito Cavalcanti duca di Buonvicino diede alle stampe la sua opera più importante: "Cucina teorico-pratica". Del Cavalcanti riproponiamo un estratto della ricetta Molignane a la Parmisciana presentata nel libello "Cucina casereccia in dialetto napoletano", comparso in appendice alla prima edizione dell'opera.
La ricetta non prevedeva la frittura delle melanzane, ma il Cavalcanti inserì il passaggio nella riedizione del suo trattato nel 1839, precisando anche che il formaggio andava grattugiato.
L'impiego dei latticini ("se ti piace potrai framezzarci ancora delle fettoline di mozzarella") comparve nella quarta edizione di "Cucina teorico-pratica", quella del 1844, ora tradotta in italiano.
È comunque da rimarcare il fatto che in molti libri di gastronomia editi prima del 1900, tra i quali quelli del Corrado e del Cavalcanti, la locuzione "alla parmigiana" veniva adoperata per indicare le preparazioni di ortaggi affettati, insaporiti con formaggio tipico emiliano e cotti; valga l'esempio delle 28 ricette "alla parmigiana" illustrate nel Cuoco Galante, tutte caratterizzate dalla presenza del Parmigiano Reggiano.

### Attribuzione siciliana
La teoria che affermerebbe la paternità della ricetta alla Sicilia è desumibile da Vincenzo Mortillaro, che riporta la parola già nel 1844; secondo Elizabeth David in questa parte d'Italia il piatto viene chiamato "parmigiana di melanzane", non "melanzane alla parmigiana".